# Atragene groep
De Atragene groep is de informele naam voor Clematis sect. Atragene, een sectie van het plantengeslacht Clematis, waartoe Clematis alpina en verwante Noord-Europese, Aziatische en Noord-Amerikaanse soorten behoren.
Atragene was oorspronkelijk de Oudgriekse naam voor een Clematis-soort, mogelijk Clematis vitalba of Clematis cirrhosa, die Theophrastus noemt als hij beschrijft, hoe met een vuurboor en het hout van de "athragene" vuur kon worden gemaakt. Later werd de naam Atragene de geslachtsnaam voor alle toen bekende soorten. Nadat de geslachtsnaam Clematis in gebruik raakte deelde Linnaeus Clematis alpina en de verwante soorten aanvankelijk in bij het geslacht Atragene, omdat ze verschillen van andere Clematis-soorten. Tegenwoordig worden ze ook tot het geslacht Clematis gerekend, maar in een als sectie opgevat taxon.

## Soorten en verspreiding
Het verspreidingsgebied van de soorten in de Atragene groep bevindt zich in de bergen van het noordelijk halfrond, ongeveer van 1000–3500 m boven de zeespiegel tussen 35° en 70° noorderbreedte. De volgende Clematis-soorten worden tot de sectie Atragene gerekend (volgens Grey-Wilson, 2000):
- C. alpina (Europa)
- C. chiisanensis (C. koreana var. carunculosa) (Korea)
- C. columbiana (Rocky Mountains)
- C. crassisepala (Noord-Korea)
- C. dianae (China)
- C. fauriei (Japan)
- C. fusijamana (Japan)
- C. iliensis (China)
- C. koreana (Korea, China)
- C. macropetala (China, Rusland)
- C. moisseenkoi (Azië)
- C. nobilis (China, Noord-Korea)
- C. occidentalis (Noord-Amerika)
- C. ochotensis (Azië)
- C. robertsiana (Pakistan)
- C. sibirica (Noord-Europa en Noord-Azië)
- C. subtriternata (C. ochotensis var. tenuifolia) (Azië)
- C. tenuiloba (C. columbiana var. tenuiloba) (Noord-Amerika)
- C. turkestanica (Himalaya)

Tussen de soorten van de Atragene groep en die van andere groepen zijn er geen hybriden (kruisingen).

## Afbeeldingen

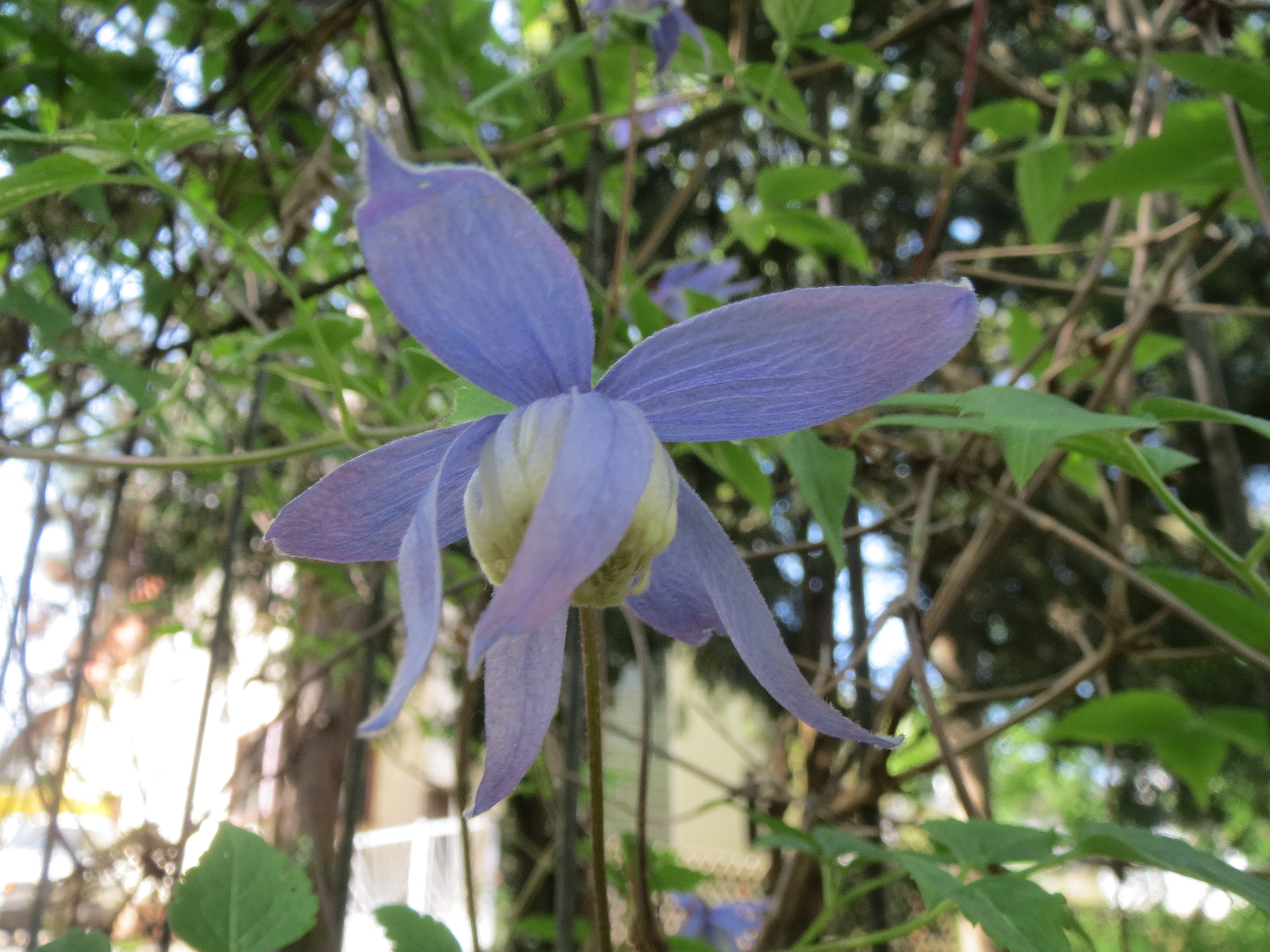
Clematis alpina
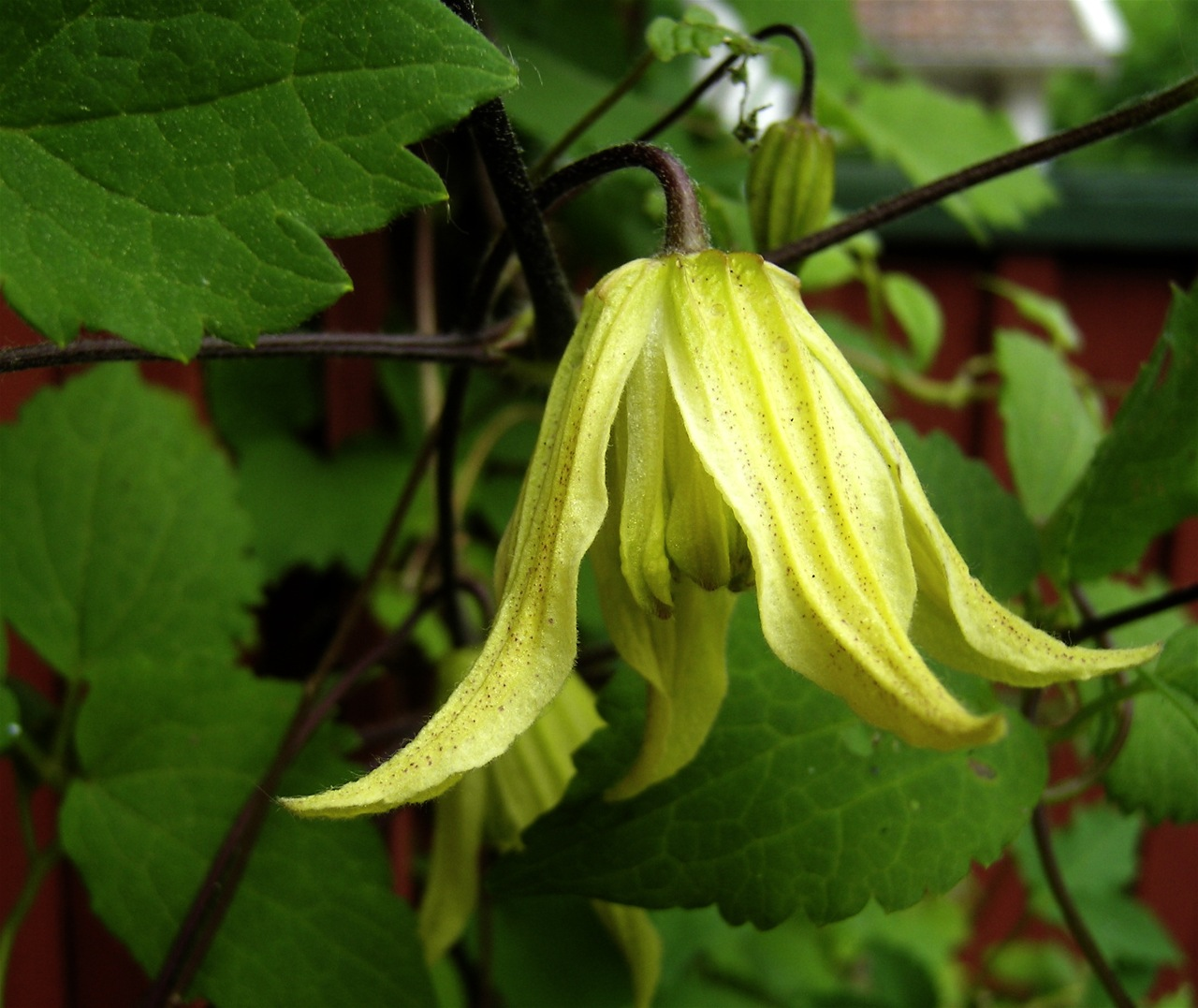
Clematis chiisanensis
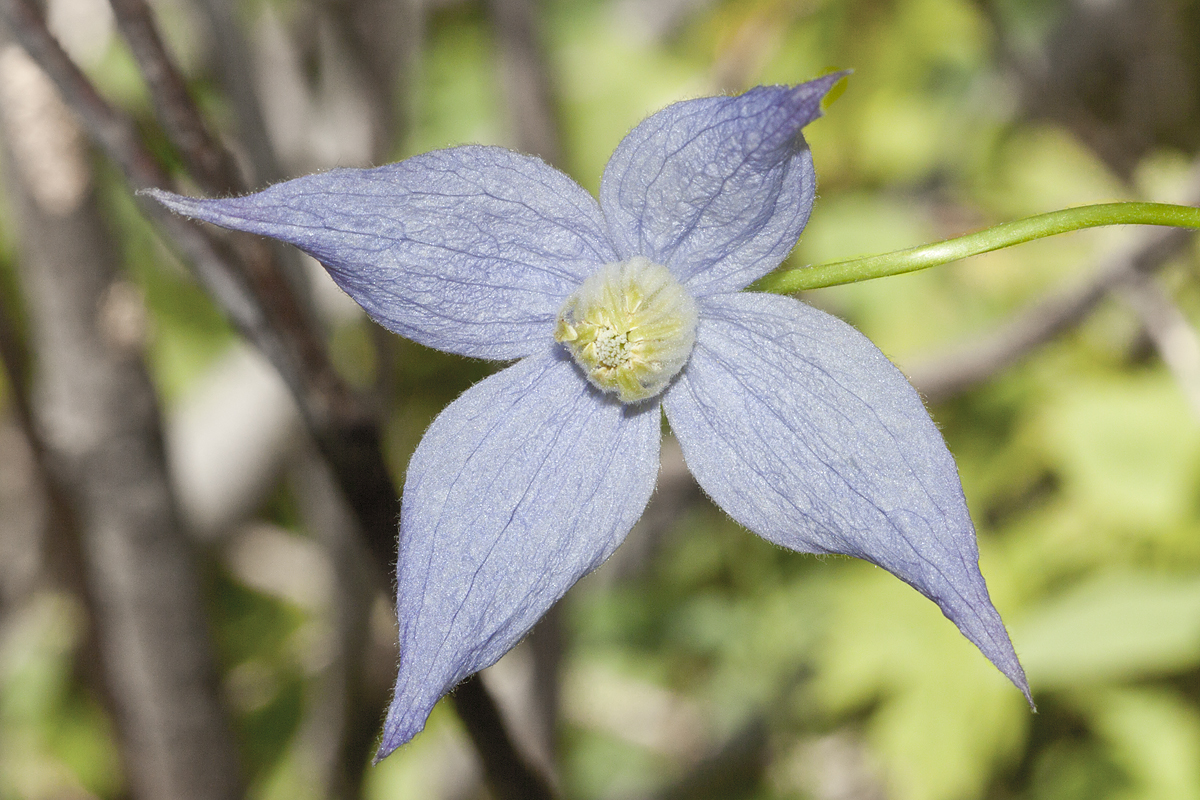
Clematis columbiana
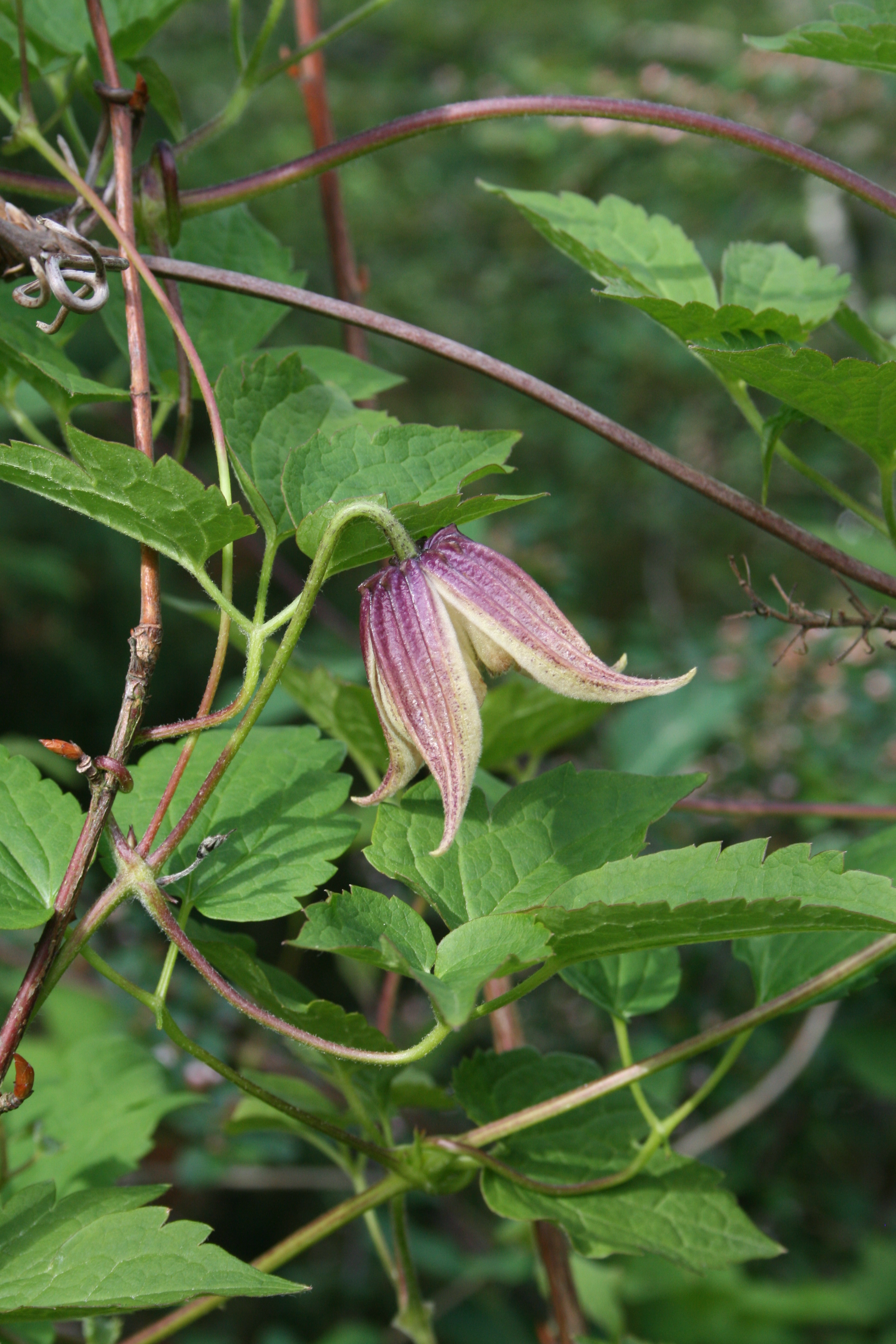
Clematis koreana
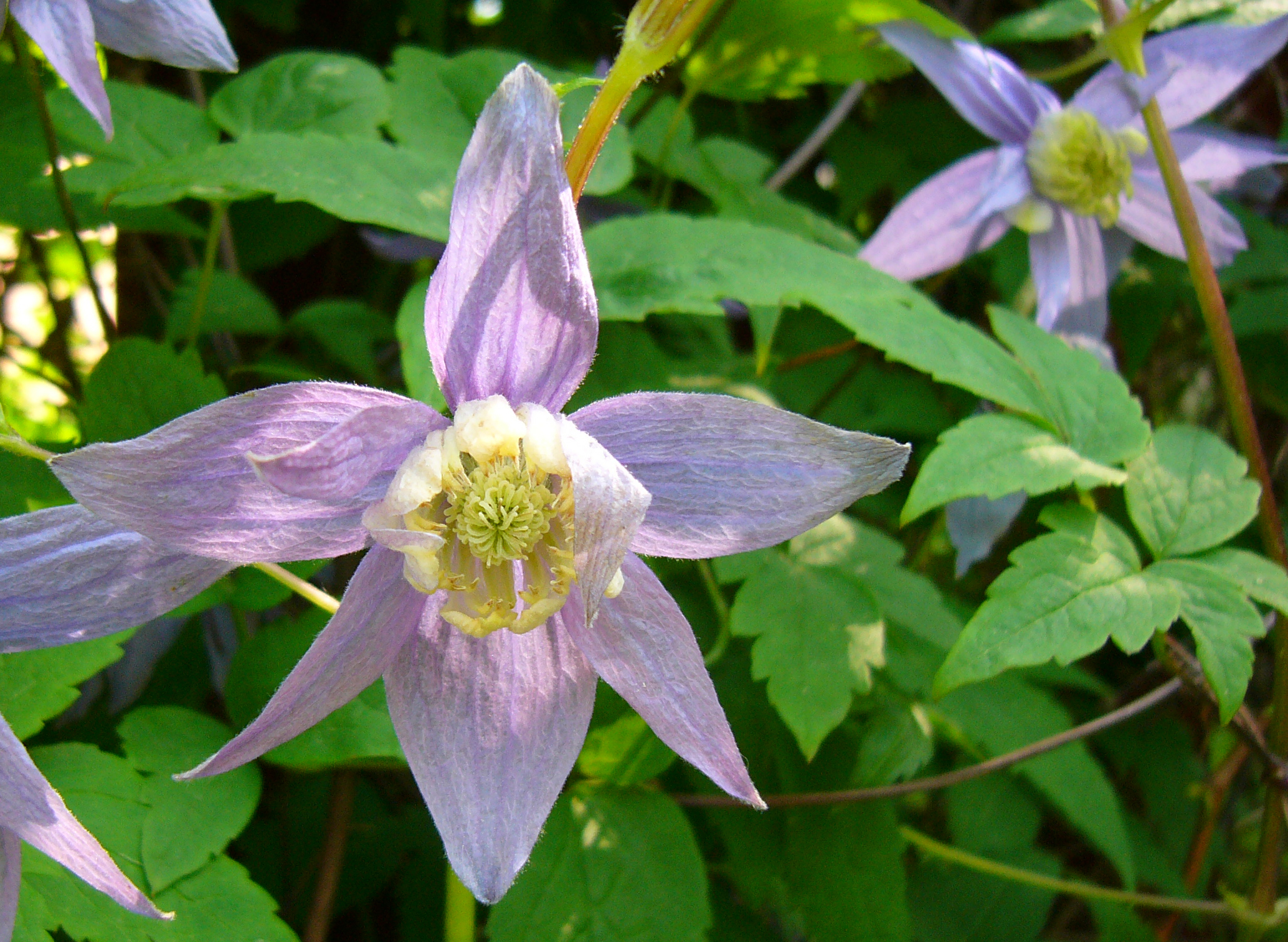
Clematis macropetala
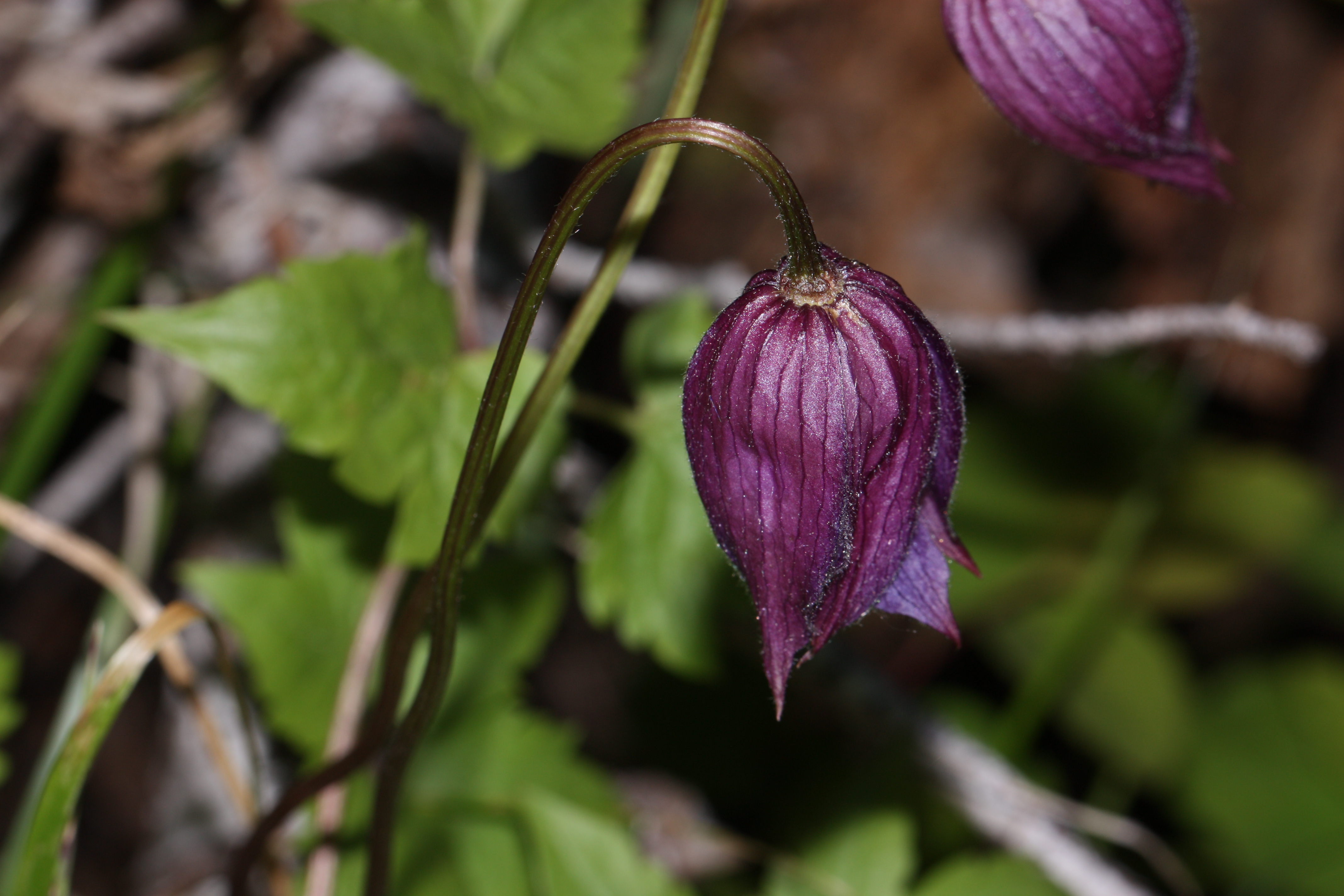
Clematis occidentalis
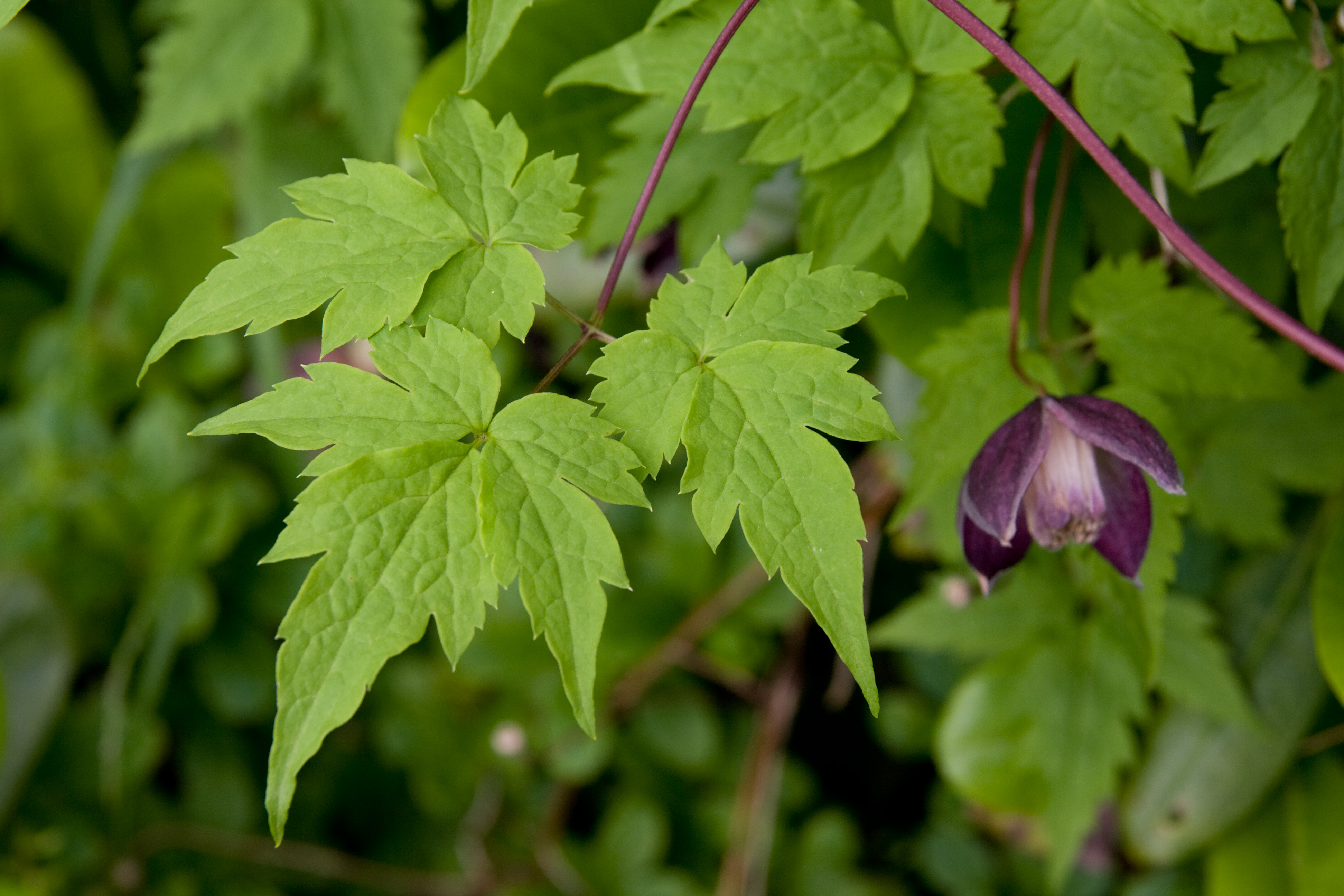
Clematis ochotensis